# 市川鰕十郎 (5代目)
五代目 市川 鰕十郎（いちかわ えびじゅうろう、1852年（嘉永5年）- 1903年（明治36年）10月7日）は上方の歌舞伎役者。屋号は播磨屋。俳名に新升。本名は久保田 蝦十郎（くぼた えびじゅうろう）。
父は二代目市川鰕十郎といわれる。
三代目中村芝翫の門人となり、中村駒三郎の名で小芝居で活躍。のち四代目市川小團次にその素質を認められて養子となり、小團次の前名を襲名して二代目市川米十郎となる。安政五年 (1858) 江戸に下り、三月市村座の『江戸櫻清水清玄』（黒手組の助六）で蒲冠者範瀬・奴淀平など五役を勤める。以後江戸で活躍、『小袖曾我薊色縫』（十六夜清心）の下男杢助実ハ役人寺沢塔十郎、『三人吉三廓初買』（三人吉三）の八百屋久兵衛、『八幡祭小望月賑』（縮屋新助）の作助など、実直な役柄を得意として養父の舞台で相次いで脇役を勤める。
しかし上方仕込み芸風は江戸っ子の趣味には合わず、当時の役者評判記『役者商売往來』では、「江戸にゐずに御歸坂なさったほうがよさそうにございます。上方にては馴染も多く、爰がいらぬさしでなれ共、ご思案でござりませう」と酷評されている。果たして、慶応元年 (1865) ごろには養父と不和となり上方に帰ってしまう。ここで中村梅若と改名、上方劇壇の長老二代目尾上多見蔵の後援を得て、明治二年九月（1869年10月）、大阪角座にて『絵本太功記』で五代目市川鰕十郎を襲名する。
以後養父の実弟・初代市川右團次の一座に加わり老役、敵役、実事などを得意としたが、やがて病に倒れて降板。晩年は大阪上本町八丁目の自宅で療養に専念、舞台には復帰しなかった。